# 君の歌が聞きたい
『君の歌が聞きたい』（きみのうたがききたい）は、TBS系列で1975年12月4日～3月18日まで放送されたテレビドラマ。
二人組のカップルを軸に、男女の愛憎劇をサスペンスタッチのメロドラマで描く。

## 原作
- 笹沢佐保「二人と二人の愛の物語」

## キャスト
- 女子大生・タマキ：島田陽子
- 自動車教習所教師・雪彦：村野武範
- 助教授・十和田：古谷一行
- 島源一郎：佐藤慶
- 島の元運転手・岸田：草薙幸二郎
- 京子：馬淵晴子
- 加納秋男：岸田森
- 加納三樹：小川知子
- 長谷直美

他　